# Siège de Valenciennes (1656)
Pour les articles homonymes, voir Siège de Valenciennes.
Guerre franco-espagnole (1635-1659)
Batailles
- Les Avins (05-1635)
- Louvain (06-1635)
- Tornavento (06-1636)
- Îles de Lérins (03-1637)
- Leucate (08/09-1637)
- Yvois (1637)
- Getaria (08-1638)
- Thionville (06-1639)
- Salses (07-1639)
- Les Downs (10-1639)
- Turin (05-1640)
- Yvois (1639)
- Montjuïc (01-1641)
- Aire (1641)
- Honnecourt (05-1642)
- Rocroi (05-1643)
- Carthagène (09-1643)
- Lérida (05-1646)
- Bergues (08-1646)
- Dunkerque (09-1646)
- Lérida (05-1647)
- Lens (08-1648)
- Rethel (1650)
- Barcelone (1651-1652)
- Mouzon (1653)
- Bordils (12-1653)
- Arras (08-1654)
- Puycerda (10-1654)
- Landrecies (06-1655)
- Pavie (1655)
- Valenciennes (07-1656)
- Dunkerque (05-1658)
- Les Dunes (06-1658)
- Bergues (07-1658)

Le siège de Valenciennes est une victoire remportée le 16 juillet 1656 par l'armée espagnole de Don Juan d'Autriche sur l'armée française du maréchal de Turenne près de Valenciennes.
Ce fut l'une des dernières grandes victoires espagnoles du XVIIe siècle, et une des rares défaites de Turenne au cours de sa carrière.

## Ordre de bataille
Royaume de France
Infanterie
- Régiment de Bretagne
- Régiment de Bussy-Rabutin
- Régiment de Dampierre
- Régiment de Douglas
- Régiment d'Espagny
- Régiment des Gardes françaises
- Régiment de Gassion cavalerie
- Régiment de Grandpré
- Régiment d'Huxelles
- Régiment de La Couronne (1638-1661)
- Régiment de La Feuillade (1652-1656)
- Régiment de La Marine
- Régiment de Linières (1646-1656)
- Régiment de Montausier
- Régiment de Picardie
- Régiment de Rambures
- Régiment du maréchal de Turenne
- Régiment de Vandy
- Régiment de Vendôme
- Régiment de Vervins

Cavalerie
- Régiment de Brinon étranger cavalerie
- Régiment de Castelnau cavalerie
- Régiment de Clérambaut cavalerie
- Régiment de Cœuvres cavalerie
- Régiment de Coudray-Montpensier cavalerie
- Régiment de Créquy cavalerie (1653-1660)
- Régiment de Son Éminence cavalerie
- Régiment d'Espiès cavalerie
- Régiment de Genlis cavalerie
- Régiment de Gesvres cavalerie (1638-1661)
- Régiment de Gramont cavalerie
- Régiment Royal cavalerie
- Régiment d'Harcourt cavalerie (1641-1660)
- Régiment de Joyeuse cavalerie
- Régiment de La Guillotière cavalerie
- Régiment de La Roque-Saint-Chamarand cavalerie
- Régiment de Lillebonne cavalerie
- Régiment Mestre de Camp Général cavalerie (1654-1661)
- Régiment de Montcavrel cavalerie
- Régiment de Moret cavalerie
- Régiment de Podewilz-étrange
- Régiment de Resnel cavalerie
- Régiment de Roquépine cavalerie
- Régiment de Saint-Lieu cavalerie
- Régiment de Toiras cavalerie
- Régiment de Turenne cavalerie

## Déroulement

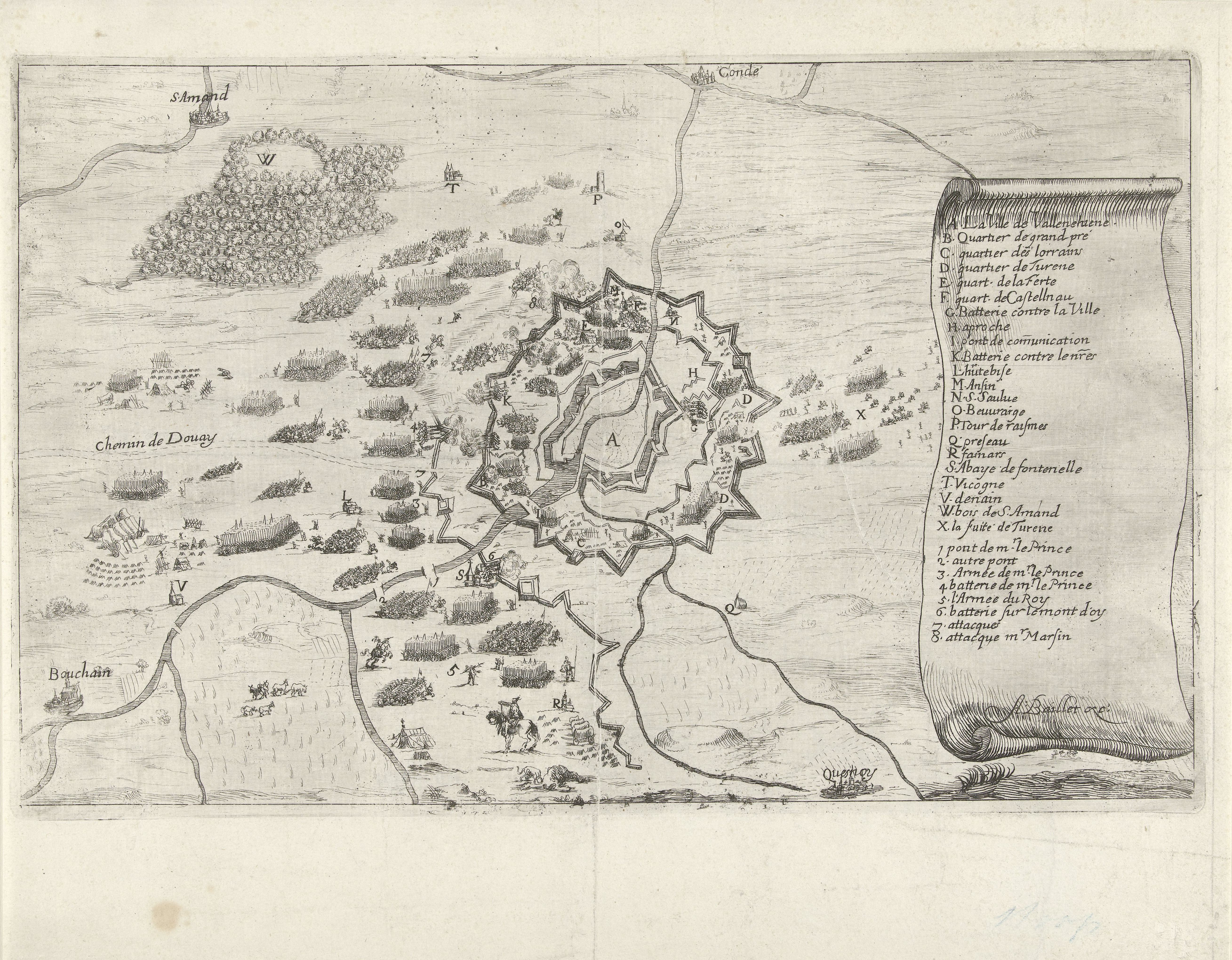
Le relief de Valenciennes par l'armée espagnole du 16 juillet 1656, gravure flamande anonyme.

Le 18 mai 1656, l'armée française, commandée par Turenne, commença le siège de la ville stratégique de Valenciennes, défendue par une garnison espagnole sous le commandement de Francisco de Meneses.
Le siège, bien organisé, affaiblit peu à peu les défenseurs.
Fin juin, le nouveau gouverneur des Pays-Bas, Juan José d'Autriche, décida de porter secours à la ville, dont la situation était devenue critique. La nuit du samedi 15 juillet, au moment où la place était sur le point de tomber, l'armée espagnole apparut.
Pour défendre la ville, Condé inonde les environs par les eaux de l'Escaut, séparant ainsi les deux corps de l’armée française : celui de Turenne et celui de La Ferté. Les deux camps seront désormais reliés par un simple pont de fascines. Le marquis Albert de Mérode, un des défenseurs de la place, est blessé au cours d'une sortie à cheval. Il décède des suites de ses blessures et son corps, inhumé dans l'église Saint-Paul, sera retrouvé lors de la campagne archéologique de 1990.
Dans la nuit du 15 au 16 juillet, Condé attaque à revers le secteur de La Ferté avec une telle détermination qu'il détruit toute résistance française. Fort de 4 000 hommes, Juan José d'Autriche s'illustre par une brillante charge de cavalerie sur le campement français : Turenne repousse cet assaut, et tente, mais en vain, de porter secours à La Ferté. Désormais en infériorité numérique, il est contraint de lever le siège et fuit en direction du Quesnoy.
Les Espagnols capturèrent 77 officiers français, dont La Ferté, 1 200 soldats, leurs bagages et toutes leurs provisions, dont un train de siège de 50 canons. De la division de La Ferté, seuls 2 000 hommes parvinrent à s'échapper en jetant leurs armes et en fuyant en complète déroute.

## Notes et références

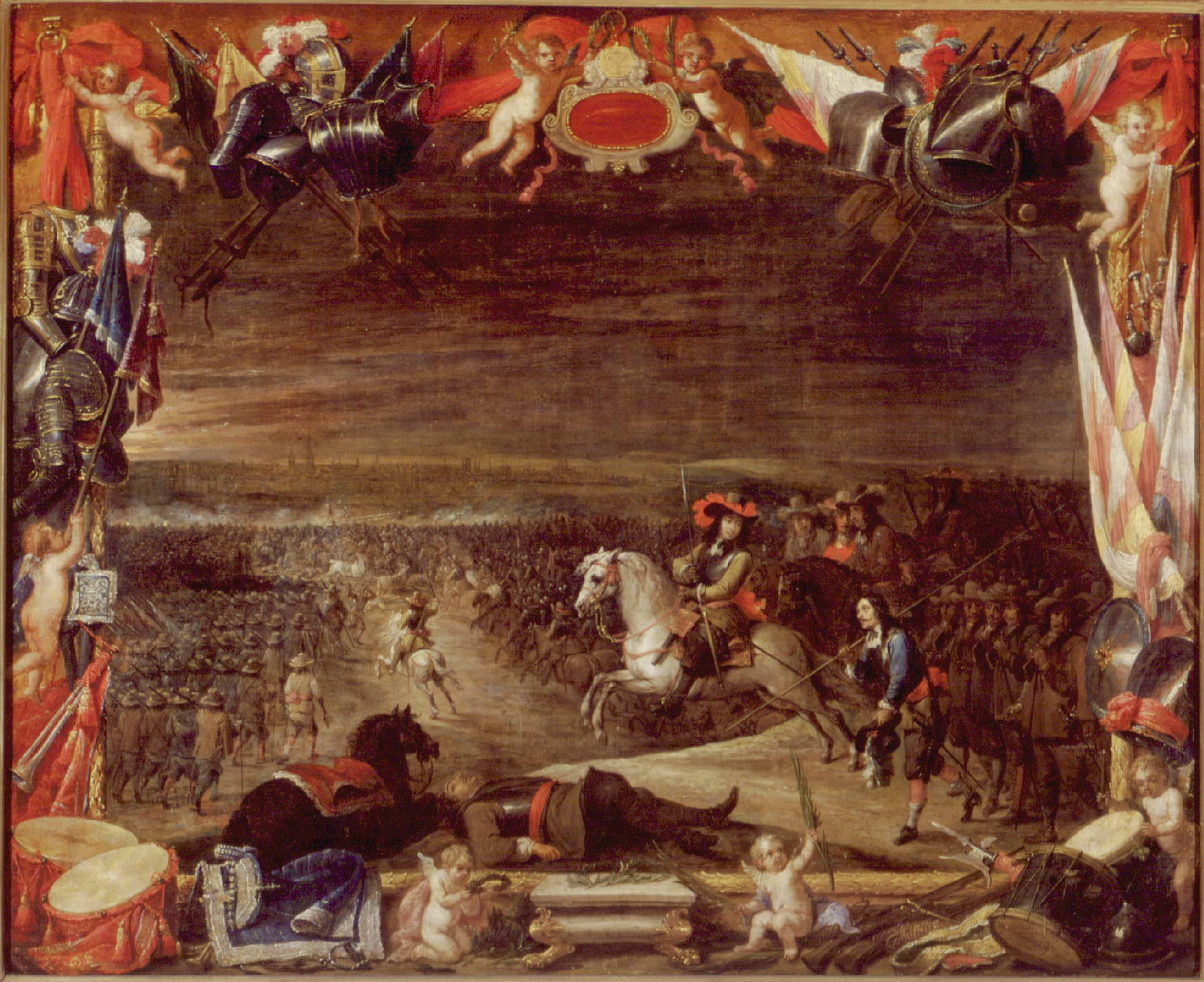
Le prince don Juan victorieux.